# عدد ماخ

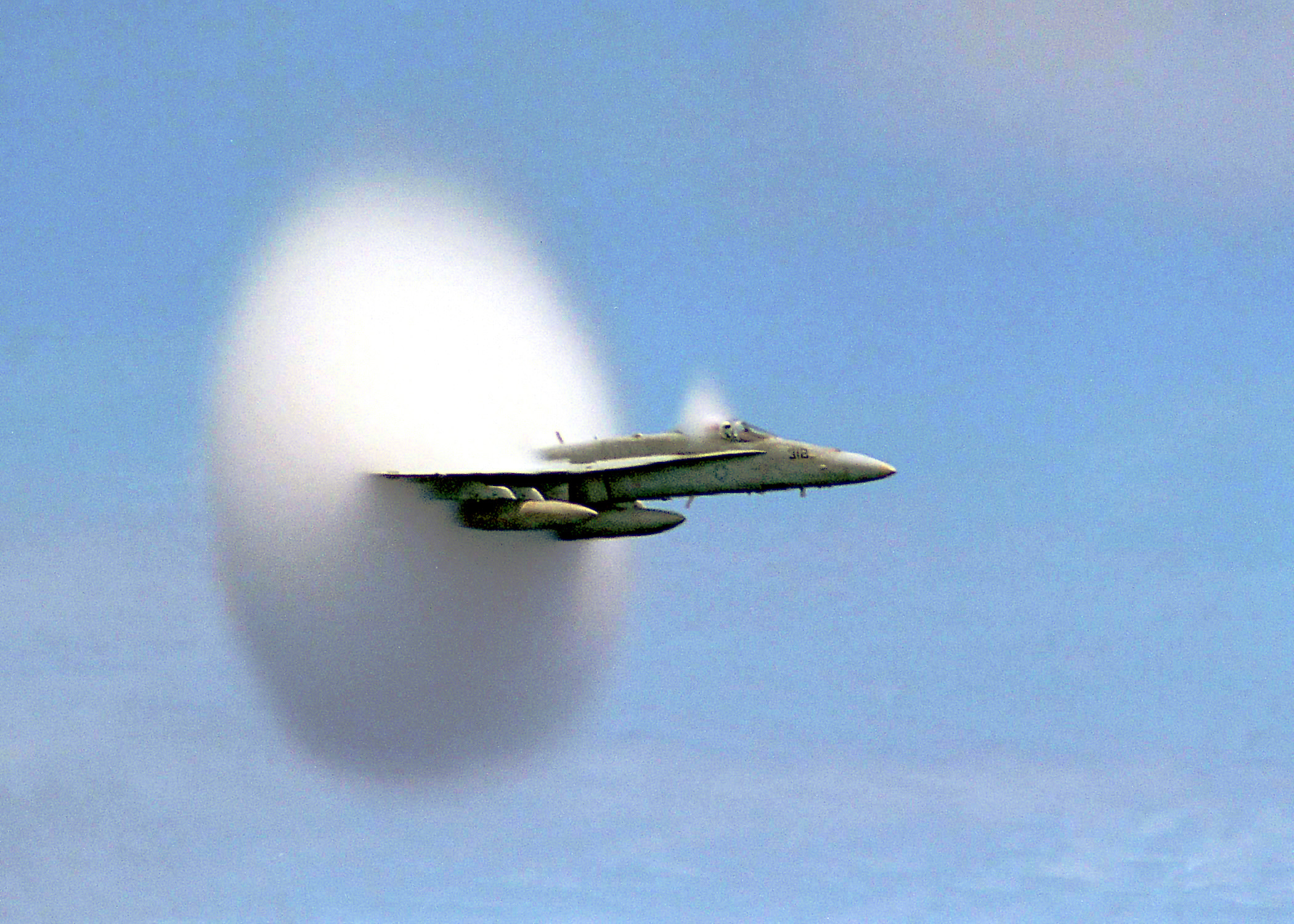
هواپیمای اف۱۸ در حال گذر از سرعت صوت و شکستن دیوار صوتی با سرعتی حدود ۱٫۲ ماخ

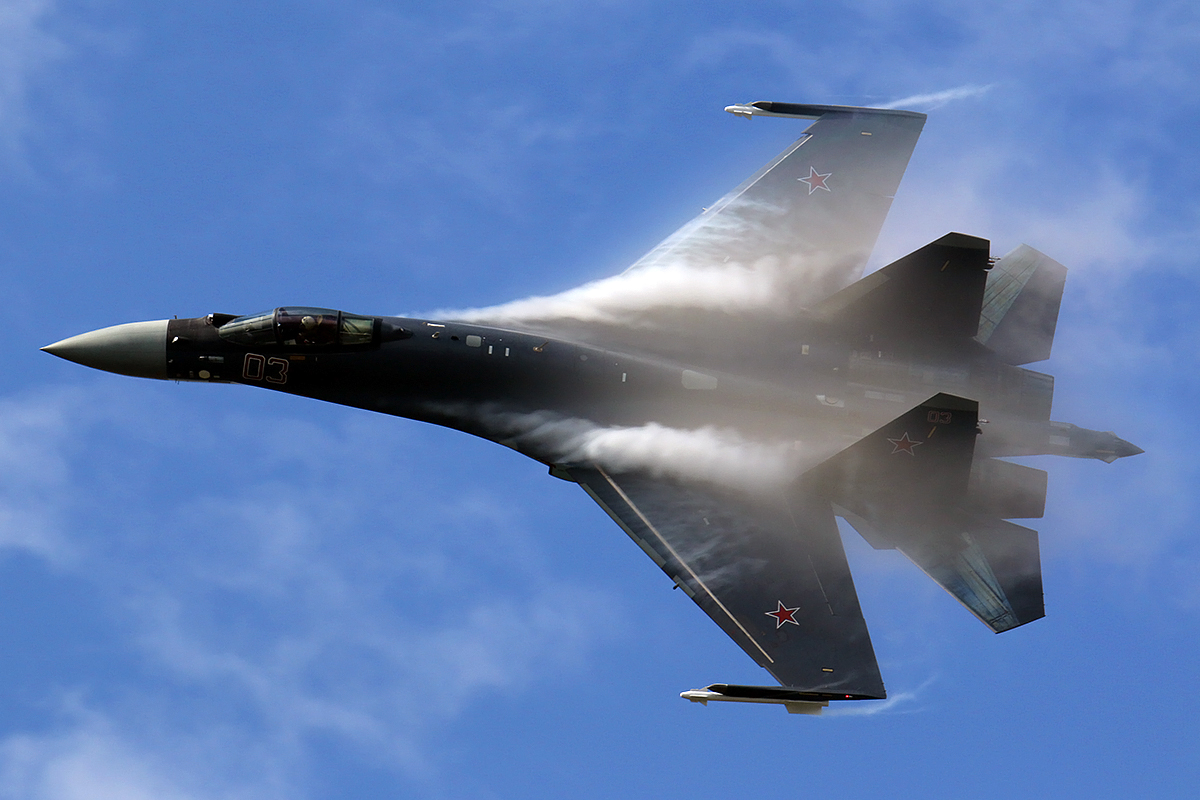
هواپیمای سوخو-۳۵ حین رزمایش هوایی و مانور با سرعتی حدود یک ماخ

عدد ماخ (به آلمانی: Mach-Zahl) طبق تعریف، نسبت سرعت شیءی در یک سیال به سرعت صوت در همان سیال است. عدد ماخ یک پارامتر بی‌بعد و بدون یکا است که در آیرودینامیک جریان‌های تراکم‌پذیر دارای اهمیت زیادی است. تعریف ریاضی عدد ماخ که با {\displaystyle M} نشان داده می‌شود، به صورت زیر است:
{\displaystyle M={\frac {v}{a}}}
که
- {\displaystyle v} سرعت جریان گاز
- {\displaystyle a} سرعت صوت در محیط است.

## تاریخچه
عدد ماخ از نام ارنست ماخ، فیلسوف و فیزیکدان اتریشی گرفته شده‌است. عدد ماخ بیشتر به عنوان یک کمیت بدون اندازه شناخته می‌شود تا یک واحد اندازه‌گیری، به این خاطر عدد در هنگام همراه بودن با کلمهٔ ماخ، بعد از آن قرار می‌گیرد. برای نوشتن دو ماخ به جای ۲ماخ (2mach)، شکل ماخ 2 (mach2) بکار برده می‌شود. این کلمه تا اندازه‌ای یادآور واحد قدیمی ژرفاسنجی مدرن اقیانوس مارک مترادف قولاج است که زودتر از ماخ به وجود آمده و احتمالاً بر استفاده از واژهٔ ماخ تأثیرگذاشته است. یک دهه قبل از آنکه انسان سریعتر از صوت پرواز کند، مهندسان هوانوردی برای اشاره به سرعت صوت از کلمهٔ عدد ماخ استفاده می‌کردند، نه ماخ.

## بررسی ابعادی
عدد ماخ هم برای اجسام پرسرعت در حال حرکت در یک سیال و هم برای جریانات سیال پرسرعت در کانال‌هایی مانند افشانک‌ها، پخش کن ها(diffusers) یا تونل‌های باد مورد استفاده قرار می‌گیرد. از آنجایی که این عدد نسبتی از دو سرعت است، یک عدد بدون بعد محسوب می‌شود. در دمای ۱۵ درجهٔ سلسیوس، سرعت صوت در جو زمین برابر است (761.2 mph, 340.3 m/s). سرعتی که به به وسیلهٔ عدد ماخ نشان داده می‌شود یک عدد ثابت نیست. برای مثال این سرعت به دما و ترکیب جوی بستگی دارد. صرفنظر از ارتفاع، این سرعت در استراتسفر هوا کره ثابت باقی می‌ماند، اگرچه فشار هوا با تغییر ارتفاع تغییر می‌کند.

## وابستگی به دما
از آنجایی که سرعت صوت همواره با افزایش دما، افزایش پیدا می‌کند، سرعت واقعی یک شی که با سرعت یک ماخ حرکت می‌کند به دمای مادهٔ سیال اطراف آن بستگی خواهد داشت. عدد ماخ به این دلیل مفید است که مادهٔ سیال در یک عدد ماخ مشابه، به شکل مشابهی رفتار می‌کند؛ بنابراین هواپیمایی که با سرعت یک ماخ بر سطح دریا پرواز می‌کند، موج شوک را به همان شکل دریافت می‌کند که اگر با سرعت یک ماخ در ارتفاع ۱۱۰۰۰ متری پرواز می‌کرد، دریافت می‌کرد، اگرچه که با سرعت (295 m/s,654.6 mph)سرعت اش بر سطح دریا) پرواز می‌کند.

## طبقه‌بندی بازه‌های عدد ماخ
یک ماخ برابر است با سرعت ۱۲۲۵ کیلومتر در ساعت که آن را سرعت صوت (به انگلیسی: Sonic speed) می‌نامند.
اگرچه اصطلاحات «زیرصوتی» (subsonic) و «ابَرصوتی» (supersonic) به‌ترتیب معمولاً به سرعت‌های زیر و بالاتر از سرعت محلی صوت اشاره می‌کنند، دانشمندان آیرودینامیک اغلب از این اصطلاحات برای اشاره به محدوده خاصی از مقادیر عدد ماخ استفاده می‌کنند. هنگامی که یک هواگرد به سرعت‌های تراصوتی (حدود ۱ ماخ) نزدیک می‌شود، وارد یک دسته‌بندی خاص می‌گردد. تقریب‌های معمول بر پایه معادلات ناویه–استوکس است که برای طرح‌های زیرصوتی به خوبی کار می‌کنند، ولی به دلیل اینکه حتی در جریان آزاد، برخی از قسمت‌های جریان به صورت محلی از ۱ ماخ فراتر می‌روند، این تقریب‌ها شروع به شکستن می‌کنند؛ بنابراین، روش‌های پیچیده‌تری برای مدیریت این رفتار پیچیده مورد نیاز است.
دسته‌بندی «ابَرصوتی» (supersonic) معمولاً به مجموعه ای از اعداد ماخ اطلاق می‌شود که که برای آن می‌توان از نظریه خطی استفاده کرد؛ برای مثال، در جایی که شار هوا واکنش شیمیایی ندارد و جایی که انتقال گرما بین هوا و حامل ممکن است به‌طور منطقی در محاسبات نادیده گرفته شود. به‌طور کلی ناسا، سرعت برین‌صوتی بالا (High-Hypersonic) را به عنوان هر عدد ماخ از ۱۰ تا ۲۵ و سرعت ورود مجدد را هر مقدار بالاتر از ۲۵ ماخ تعریف می‌کند. از جمله فضاپیماهای فعال در این دسته‌بندی عدد ماخ، کپسول‌های فضایی بازگشتی سایوز و اسپیس‌اکس دراگن، شاتل فضایی سابقاً فعال، فضاپیماهای مختلف در حال توسعه با قابلیت استفاده مجدد مانند استارشیپ اسپیس‌اکس و الکترون راکت لب و همچنین هواپیماهای (نظری) فضایی است.
در جدول زیر، به‌جای معانی معمول «زیرصوتی» و «ابَرصوتی» به «محدوده‌های مقادیر ماخ» اشاره شده است.
| دسته‌بندی                                   | عدد ماخ   | سرعت                                                                                | ویژگی‌های عمومی | هواگرد | موشک/کلاهک |
| ------------------------------------------ | --------- | ----------------------------------------------------------------------------------- | --- | --- | --- |
| زیرصوتی (Subsonic)                         | [۰٫۸–۰)   | <۶۱۴ مایل بر ساعت (۹۸۸ کیلومتر بر ساعت؛ ۲۷۴ متر بر ثانیه)                           | محدوده سرعت زیرصوتی آن محدوده سرعتی است که در آن تمام جریان هوا روی هواپیما کمتر از ۱ ماخ است. عدد ماخ بحرانی (Mcrit) کمترین عدد ماخ جریان آزاد است که در آن جریان هوا در هر قسمت از هواگرد ابتدا به ۱ ماخ می‌رسد؛ بنابراین محدوده سرعت زیرصوتی شامل تمام سرعت‌هایی است که کمتر از عدد ماخ بحرانی هستند. بیشتر هواگردهای توربوفن ملخ‌دارز جمله بالگردها و هواپیماهای تجاری با بال‌های با نسبت ابعاد بالا (باریک)، و ویژگی‌های گرد مانند دماغه و لبه‌های جلویی در طبقه‌بندی زیرصوتی جای دارند. هواپیماهای این دسته، ظاهری معمولی دارند و بال‌هایشان به شکل متعارف است. لبهٔ حمله بالهایشان گِرد می‌باشد و زاویه بال‌ها تقریباً عمود با بدنه است. در هنگام پرواز این هواپیماها، جریان هوای برخوردکننده با تمام اجزای هواپیما ازجمله بال، دم، بدنه و دماغه، همگی سرعتی پایین‌تر از یک ماخ است. | همه هواگردهای تجاری: - بوئینگ ۷۴۷ - ایرباس ای۳۲۰ برخی هواگردهای نظامی: - سوخو-۲۵ - بل بوئینگ وی-۲۲ آسپری - مسرشمیت ب‌اف ۱۰۹                    | — |
| تراصوتی (Transonic)                        | [۱٫۲–۰٫۸) | ۶۱۴–۹۲۱ مایل بر ساعت (۹۸۸–۱٬۴۸۲ کیلومتر بر ساعت؛ ۲۷۴–۴۱۲ متر بر ثانیه)              | هواپیماهایی که دارای سرعت نزدیک به صوت هستند در طبقه‌بندی تراصوتی جای دارند که معمولاً بال‌های آن‌ها کمی متمایل به عقب است. این‌کار باعث تأخیر در واگرایی درگ شده و این ویژگی از قانون مساحت اجسام پیروی می‌کند. جریان هوای عبوری از کنار بخش‌های مختلف این هواپیماها معمولاً متفاوت است؛ مثلاً جریان هوای عبوری از پهلوی دماغه ۱٫۱ ماخ و جریان هوای عبوری از کنار بال‌ها ۱ ماخ و جریان عبور از کنار دم هواپیما ۰٫۹ ماخ باشد. این هواپیماها به صورت ناقص به سرعت صوت می‌رسند؛ بنابراین توانایی ندارند به‌طور کامل از دیوار صوتی عبور کنند. سرعت ۱ ماخ در بازهٔ تراصوتی یا هَماصوتی جای دارد. هواگردهای تراصوتی تقریباً همیشه دارای بال خمیده هستند که واگرایی کششی و ماهی‌واره‌های ابَربحرانی را تا شروع کشش موج به تأخیر می‌اندازد و اغلب طرح‌هایی را نشان می‌دهد که به اصول قاعده مساحت ویتکامب پایبند هستند. محدوده سرعت تراصوتی محدوده ای از سرعت است که در آن جریان هوا در قسمت‌های مختلف هواگرد بین سرعت‌های زیرصوتی و ابَرصوتی است؛ بنابراین بازه پرواز از عدد ماخ بحرانی تا ۱٫۳ ماخ را محدوده تراصوتی می‌نامند. | - نورثروپ ایکس-۴ بنتم (۰٫۹ ماخ) - اف-۱۰۲ | — |
| ابَرصوتی یا سوپرسونیک (Supersonic)          | [۵–۱٫۲)   | ۹۲۱–۳٬۸۳۶ مایل بر ساعت (۱٬۴۸۲–۶٬۱۷۳ کیلومتر بر ساعت؛ ۴۱۲–۱٬۷۱۵ متر بر ثانیه)        | محدوده سرعت ابَرصوتی (سوپرسونیک) آن محدوده سرعتی است که در آن تمام جریان هوا بر روی هواگرد، ابَرصوتی (بیش از ۱ ماخ) است. اما جریان هوا که با لبه‌های جلویی برخورد می‌کند در ابتدا کند می‌شود، بنابراین سرعت جریان آزاد باید کمی بیشتر از ۱ ماخ باشد تا اطمینان حاصل شود که تمام جریان روی هواپیما ابَرصوتی است. معمولاً پذیرفته شده است که محدوده سرعت ابَرصوتی با سرعت جریان آزاد بیشتر از ۱٫۳ ماخ شروع می‌شود. هواگردهایی که برای پرواز با سرعت‌های ابَرصوتی طراحی شده‌اند، به دلیل تفاوت‌های اساسی در رفتار شارهای بالاتر از ۱ ماخ، تفاوت‌های زیادی را در طراحی آیرودینامیکی خود نشان می‌دهند. تیز بودن لبه‌ها، بخش‌های ماهی‌واره‌ای باریک و همه پیش‌بال‌های متحرک رایج است. هواگردهای نظامی مدرن برای حفظ سرعت پایین باید سازگار باشند؛ طرح‌های ابَرصوتی «واقعی» که عموماً بال‌های دلتایی را در خود دارند، نادرتر هستند. | - نورث امریکن ایکس‌بی-۷۰ والکیری (۳ ماخ) - لاکهید اس‌آر-۷۱ بلک‌برد (۳ ماخ) - BAC/Aérospatiale کنکورد (۲ ماخ) - توپولف تو-۱۴۴ (۲ ماخ)             | — |
| بَرین‌صوتی یا هایپرسونیک (Hypersonic)        | [۱۰–۵)    | ۳٬۸۳۶–۷٬۶۷۳ مایل بر ساعت (۶٬۱۷۳–۱۲٬۳۴۸ کیلومتر بر ساعت؛ ۱٬۷۱۵–۳٬۴۳۰ متر بر ثانیه)   | هواپیمای نورث امریکن ایکس-۱۵ با سرعت ۶٫۷۲ ماخ، یکی از سریعترین هواپیماهای سرنشین‌دار می‌باشد که در طبقه‌بندی بَرین‌صوتی (هایپرسونیک) جای دارد. به دلیل افزایش دمای بدنه در چنین سرعتی، نوعی آلیاژ نیکلی-تیتانیومی خنک‌شونده در این هواپیما بکار برده‌اند. اینگونه هواگردها همانند بوئینگ ایکس-۵۱ با بال‌های بسیار کوچک طراحی می‌شوند؛ پهپاد ناسا ایکس-۴۳ با سرعت بیش از ۹٫۶ ماخ، یکی از سریعترین هواپیماهای بدون سرنشین جهان است. همچنین موشک‌های روسی آوانگارد که سرعت سیر آن بیش از ۹ ماخ است و موشک بالستیک هواپایه کینژال (Kh-47M2 Kinzhal) با سرعت سیر ۱۰ ماخ نیز در طبقه‌بندی اَبَرصوت جای می‌گیرند. البته کلاهک هردوی این موشک‌ها در فاز شیرجه سرعتی بالای ۲۰ ماخ دارند که پس از خروج از جو و ورود دوباره به جو، به این سرعت دست پیدا می‌کنند. پوسته‌ای از جنس نیکل یا تیتانیم سرد شده، بال‌های کوچک. به دلیل غلبه بر اثرات تداخلی، به جای مونتاژ از اجزای مجزا که به‌طور مستقل طراحی شده‌اند، طراحی بسیار یکپارچه است. در این نوع طراحی، تغییرات کوچک در هر یک از اجزاء باعث تغییرات بزرگ در جریان هوا در اطراف سایر اجزا می‌شود که به نوبه خود بر رفتار آنها تأثیر می‌گذارد. نتیجه این است که هیچ جزء را نمی‌توان بدون دانستن اینکه چگونه همه اجزای دیگر بر تمام جریان هوا در اطراف کشتی تأثیر می‌گذارند طراحی کرد و هر گونه تغییر در هر یک از اجزا ممکن است نیاز به بازطراحی همه اجزای دیگر به‌طور همزمان داشته باشد. | - نورث امریکن ایکس-۱۵ (۶٫۷ ماخ) - ناسا ایکس-۴۳ (۹٫۶ ماخ) - بوئینگ ایکس-۵۱ (۵ ماخ) - WZ-8 (۵ ماخ)                                              | - BrahMos-II (۸ ماخ) - موشک کینژال (۱۰ ماخ) - 3M22 Zircon (۸–۹ ماخ) - DF-ZF (۵–۱۰ ماخ) - HSTDV (۶ ماخ) - Hwasong-8 (۶–۱۰ ماخ) |
| بَرین‌صوتی بالا (High-Hypersonic)            | [۲۵–۱۰)   | ۷٬۶۷۳–۱۹٬۱۸۰ مایل بر ساعت (۱۲٬۳۴۸–۳۰٬۸۶۷ کیلومتر بر ساعت؛ ۳٬۴۳۰–۸٬۵۷۴ متر بر ثانیه) | در سرعت بَرین‌صوتی بالا یا سوپرسونیک بالا، سیستم‌های کنترل دما، برای فضاپیما یا موشک، عضوی حیاتی به حساب می‌آیند. طراحی بدنه آن‌ها باید به شدت آیرودینامیک بوده و آلیاژ به‌کار رفته در بدنه، باید برای مقاومت در دمای بسیار بالا مناسب باشد. همچنین کاشی‌های سیلیکاتی همانند کاشی‌های موجود در شاتل‌های فضایی، به عنوان روکش ضدحرارت برای بدنه در نظر گرفته می‌شوند. چنین سرعتی، موجب واکنش شیمیایی اکسیژن جریان هوای عبوری با بدنه هواگرد شده و موجب سایش آلیاژ آن می‌شود. بر حسب نیاز، دماغه این هواگردها به گونه‌ای طراحی می‌شوند که سطح مقطع بالایی در برخورد با جریان هوای عبوری داشته باشند؛ زیرا درصورتی که این هواگردها نوک‌تیز طراحی شوند، دمای نوک دماغه بسیار بالا می‌رود و موجب ذوب شدن دماغه و متلاشی شدن هواگرد می‌شود؛ زیرا کاهش شعاع انحنا با افزایش دما رابطه مستقیم دارد؛ بنابراین باید همانند اجسام ورودی به جو زمین، سطح مقطع نوک جسم پرنده، پهن باشد تا حرارت در یک نقطهٔ کوچک بیش از حد افزایش نیابد. کنترل حرارتی به یک طرح غالب تبدیل می‌شود. سازه یا باید طوری طراحی شود که گرم کار کند، یا با کاشی‌های سیلیکاتی مخصوص یا موارد مشابه محافظت شود. جریان واکنش شیمیایی همچنین می‌تواند با اکسیژن آزاد اتمی که در جریان‌های با سرعت بسیار بالا وجود دارد، باعث خوردگی پوست حامل شود. طراحی‌های برین‌صوتی اغلب به دلیل افزایش گرمایش آیرودینامیکی با کاهش شعاع انحنا دارای پیکربندی‌های پَخ هستند.        | - 53T6 (۱۷ ماخ) - HTV 2 (۲۰ ماخ) - آراس-۲۸ سارمات (۲۰٫۷ ماخ) - Agni-V (۲۴ ماخ) - دی‌اف-۴۱ (۲۵ ماخ) - آوانگارد (۲۷–۲۰ ماخ)                      | |
| سرعت‌های گرانشی یا بازگشت (Re-entry speeds) | ≥۲۵       | ≥۱۹٬۱۸۰ مایل بر ساعت (۳۰٬۸۷۰ کیلومتر بر ساعت؛ ۸٬۵۷۰ متر بر ثانیه)                   | سرعت گرانشی به سرعتی گفته می‌شود که یک شهاب یا آذرگوی بر اثر گرانش یک سیاره یا ستاره، به سمت آن خیز برمی‌دارد. ممکن است در برخی بازگشتهای فضاپیماها به جو زمین، چنین سرعتی مشاهده شود. از این رو به آن سرعت بازگشت یا بازورود نیز گفته می‌شود. دارای سپر حرارتی؛ بال کوچک یا بدون بال؛ شکل پَخ، مقاله کپسول بازورود را ببینید. | - مدارگرد شاتل فضایی (۲۲ ماخ) - بوران - بوئینگ ایکس-۳۷ (۲۵ ماخ) - CSSHQ (۲۵~ ماخ) - حمل‌کننده واسط آزمایشی (۲۲ ماخ) - عملیات پلامباب (۱۹۶ ماخ) | - آوانگارد (۲۷–۲۰ ماخ) |

برای مقایسه: سرعت مورد نیاز برای مدار پایین زمین در هوا و ارتفاع بالا تقریباً km/s5/7=4/25 Mاست. سرعت نور در خلاء تقریباً برابر است با ۸۸۰۰۰ ماخ.
در سرعت بالای صوت، میدان جریان اطراف شی، هم شامل بخش‌های پایین صوت و هم بالای صوت می‌شود. محدودهٔ زمانی بالای صوت زمانی آغاز می‌شود که اولین نواحی جریان M>۱ در اطراف شی پدیدار می‌شوند. در صورت وجود یک ایرفویل (مثلاً یک بال هواپیما) این اتفاق معمولاً در بالای بال اتفاق می‌افتد. جریان بالای صوت فقط در یک شوک معمولی می‌تواند به زیر صوت کاهش پیدا کند، این اتفاق معمولاً قبل از رسیدن به لبهٔ پشتی رخ می‌دهد. (شکل a1) همزمان با افزایش سرعت، نواحی جریان M>۱ بر روی لبهٔ پشتی و جلویی نیز افزایش می‌یابد. وقتی سرعت به M=۱ برسد و از آن بگذرد، شک معمولی به لبهٔ پشتی می‌رسد و به یک شک ضعیف و غیرمستقیم تبدیل می‌شود. جریان بعد از شک کاهش پیدا می‌کند اما همچنان در محدودهٔ بالای صوت باقی می‌ماند. یک شک معمولی در جلوی شی به وجود می‌آید و، تنها ناحیهٔ زیر صوت در میدان جریان، یک محدودهٔ کوچک در اطراف لبهٔ پشتی شی است. (شکل b1)
۱-عدد ماخ در جریان هوای بالای صوت در اطراف یک ایرفویل، M<1 (a) و M>1 (b).
زمانی که یک هواپیما به سرعت یک ماخ می‌رسد، یک تفاوت فشار بزرگ درست در مقابل هواپیما ایجاد می‌شود. این تفاوت فشار ناگهانی موج شوک نامیده می‌شود که به سمت عقب و به بیرون از هواپیما پخش می‌شود و شکلی شبیه یک مخروط دارد (مخروط ماخ). این موج شوک باعث ایجاد انفجار صوتی ای می‌شود که هنگام عبور یک هواپیما با سرعت زیاد از بالای سر یک شخص شنیده می‌شود. شخص درون هواپیما این صدا را نخواهد شنید. هرچه سرعت بیشتر باشد مخروط هم باریکتر خواهد بود و بعد از رسیدن به M=۱ دیگر کمتر شبیه یک مخروط است، بلکه بیشتر شبیه یک صفحهٔ تقریباً مقعر است.
در سرعت کاملاً بالای صوت، موج شوک شروع به تشکیل شکل مخروطی خود می‌کند و جریان هم کاملاً بالای صوت است، یا (در صورت بدون نوک بودن شی) فقط یک محدودهٔ جریان زیر صوت خیلی کوچک بین دماغهٔ شی و موج شوک که در مقابل ایجاد می‌کند، باقی می‌ماند (در صورت نوک تیز بودن شی، هیچ هوایی بین دماغه و موج شوک وجود ندارد، موج شوک از خود دماغه شروع می‌شود).
هم‌زمان با افزایش عدد ماخ، قدرت موج شوک نیز افزایش پیدا می‌کند و مخروط ماخ هم به‌طور فزاینده‌ای باریک می‌شود. با عبور جریان سیال از موج، سرعت آن کاهش پیدا می‌کند و دما، فشار و چگالی افزایش می‌یابد. هرچه شوک قوی تر باشد، تغییرات هم بزرگتر خواهد بود. در عدد ماخ بسیار بالا پس از شوک دما آن قدر افزایش پیدا می‌کند که تجزیه یونی و تفکیک مولکول‌های گاز در پشت موج شوک شروع می‌شود. چنین جریان‌هایی مافوق صوت نامیده می‌شوند.
واضح است که هر شیءی که با سرعت مافوق صوت حرکت می‌کند نیز در معرض همان دمای شدیدی قرار می‌گیرد که گازهای پشت موج شوک دماغه در معرض آن قرار می‌گیرند، و از این رو انتخاب مواد مقاوم در برابر گرما اهمیت می‌یابد.
جریان پرسرعت در یک کانال
زمانی که یک جریان در یک کانال ازM=۱ عبور کند، بالای صوت می‌شود، یک تغییر بزرگ هم رخ می‌دهد. به‌طور معمول انسان توقع دارد که با منقبض کردن کانال سرعت جریان افزایش پیدا کند. در سرعت زیر صوت این موضوع صحت دارد، اما زمانی که جریان بالای صوت شود، رابطهٔ محدودهٔ جریان و سرعت برعکس می‌شود. در واقع بسط دادن تونل سرعت را افزایش می‌دهد. نتیجهٔ کلی این است که برای رساندن یک جریان به سرعت بالای صوت یک nozzle همگرا – واگرا لازم است ف که در آن بخش همگرا سرعت جریان را به سرعت صوت، M=۱، برساند و بخش واگرا این افزایش سرعت را ادامه دهد. چنین nozzleهایی را de Laval nozzles می‌نامند و در شرایط خاص آن‌ها قادر به دست یافتن به سرعت‌های مافوق صوت باورنکردنی ای هستند (۱۳ماخ در سطح دریا).
ماخ متر یا سیستم الکترونیکی اطلاعات پرواز(EFIS) یک هواپیما می‌تواند عدد ماخ مشتق شده از فشار ایستایی و فشار ساکن را نشان دهد.

## عکس برداری از مخروط ماخ پشت اشعه لیزر
دانشمندان دانشگاه «واشینگتن سنت لوییس» موفق به ساخت دوربین فوق سریعی شدند که به وسیله آن می‌توان از فوتون‌های نور لیزر تصویر برداری کرده و فرضیه پیشین خود در رابطه با ایجاد شکل مخروطی در پشت سر فوتون را اثبات کنند.
محققان در گذشته تصور می‌کردند که نور به هنگام عبور از سیال می‌تواند شکلی شبیه به مخروط ماخ را در پشت خود ایجاد کند. این فرضیه هم‌اکنون توسط دوربین فوق سریعی با نام «Streak Camera» به اثبات رسیده که با کمک این محققان توسعه یافته‌است.